# Egira candida
Egira candida är en fjärilsart som beskrevs av Smith 1894. Egira candida ingår i släktet Egira och familjen nattflyn. Inga underarter finns listade i Catalogue of Life.